# Сборная Москвы по футболу
Сбо́рная Москвы по футбо́лу — футбольная сборная команда, которая представляла Москву в официальных соревнованиях (чемпионатах) Российской империи, РСФСР, СССР (в эпоху, когда они проводились между сборными городов, республик, регионов) и в международных матчах.

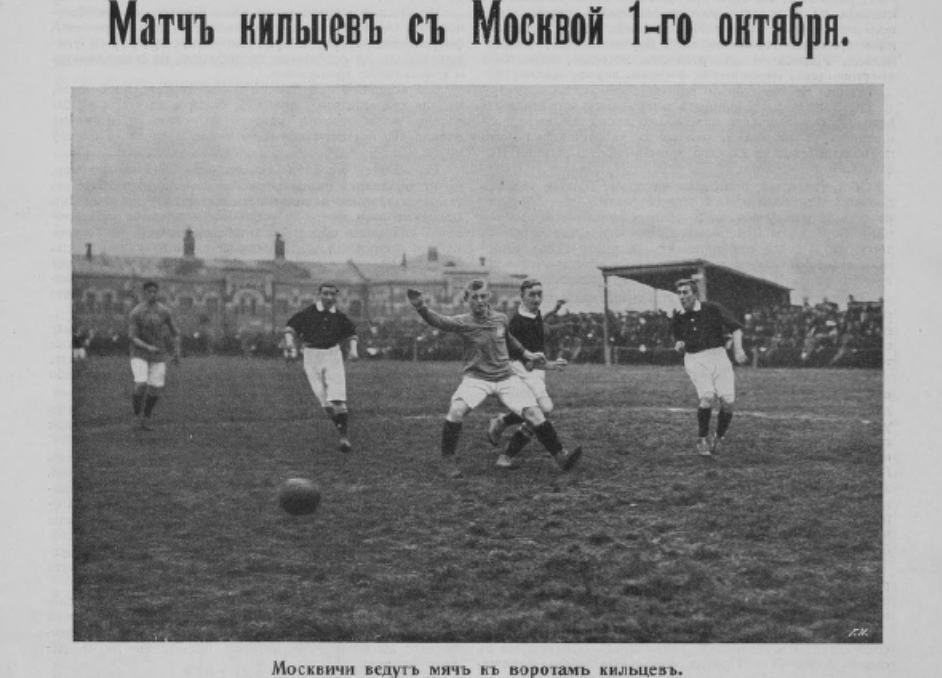
1912 Москва — «Хольштайн» Киль

Как регулярная сборная существовала с 1907 по 1936 год (а также кратковременно в 1956 и 1979 годах).
В более поздние времена собиралась нерегулярно либо для проведения выставочных матчей, либо как альтернатива главной сборной команде страны — в случаях, когда ввиду конъюктурных соображений выступление под собственным названием было для последней затруднительно (матчи с неадекватным по статусу соперником: клубными командами, сборными городов или со сборными, не входящими в ФИФА; а в ряде случаев — и из-за опасений спортивного руководства за результат того или иного матча, связанных с так называемым «престижем страны»).

## История
Свой первый матч сборная Москвы провела 14 (27) сентября 1907 с «английской» сборной Санкт-Петербурга (0:2), положив начало 90-летнему соперничеству футбольных сборных двух столиц. Два дня спустя в матче уже с «русской версией» этого же соперника (4:5) был забит первый гол (его автором стал один из четверых англичан, игравших в тот день в составе «Всей Москвы» — В. Райт).

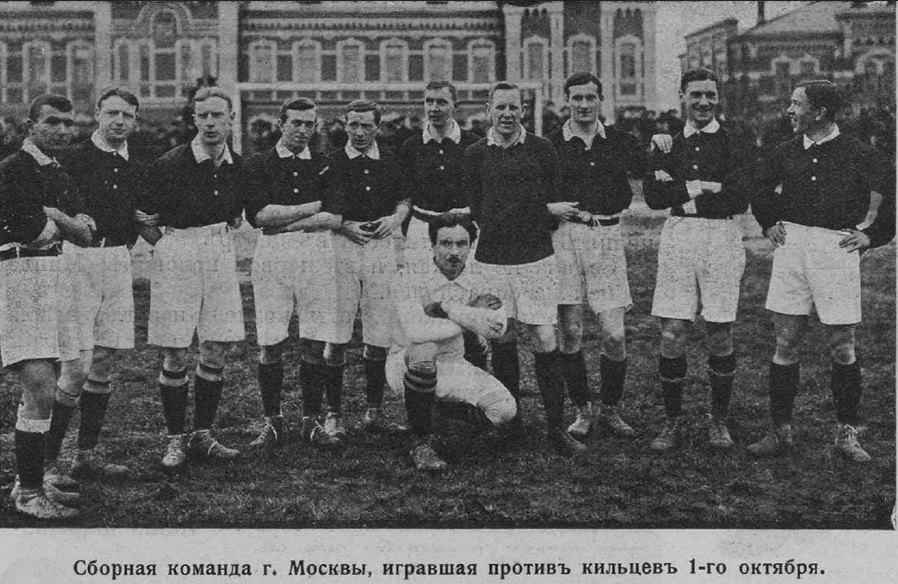
Сборная Москвы 1912 год

В 1910 году была основана Московская футбольная лига, и под ее патронажем сборная быстро начала проводить по десятку матчей в год вплоть до начала Первой мировой войны, в числе которых были и международные (в первом матче была обыграна 10 октября 1910 года чешская команда «Коринтианс» — 1:0). За это время Москву посетили сборные Венгрии, Финляндии, Норвегии, Швеции, Берлина.
В официальных же чемпионатах Российской империи в те годы непреодолимой преградой стала сборная Санкт-Петербурга, в обоих турнирах обыгрывавшая москвичей в финале и полуфинале соответственно — в те годы питерский футбол, начавший свое становление значительно ранее и опиравшийся на существенно более многочисленную иностранную (в первую очередь, британскую) диаспору, был тактически и технически объективно сильнее.
Грянувшие вскоре войны и революции отнюдь не парализовали футбольную жизнь в Москве — даже в условиях голода, разрухи и транспортного коллапса Московская футбольная лига держала управление в своих руках, находя возможность для регулярных матчей сборной (в 1918 году была даже одержана историческая победа над «извечным» соперником с невиданным доселе счетом 9:1 — при этом сборная Петрограда перед этим матчем испытывала крайние материальные и кадровые проблемы).

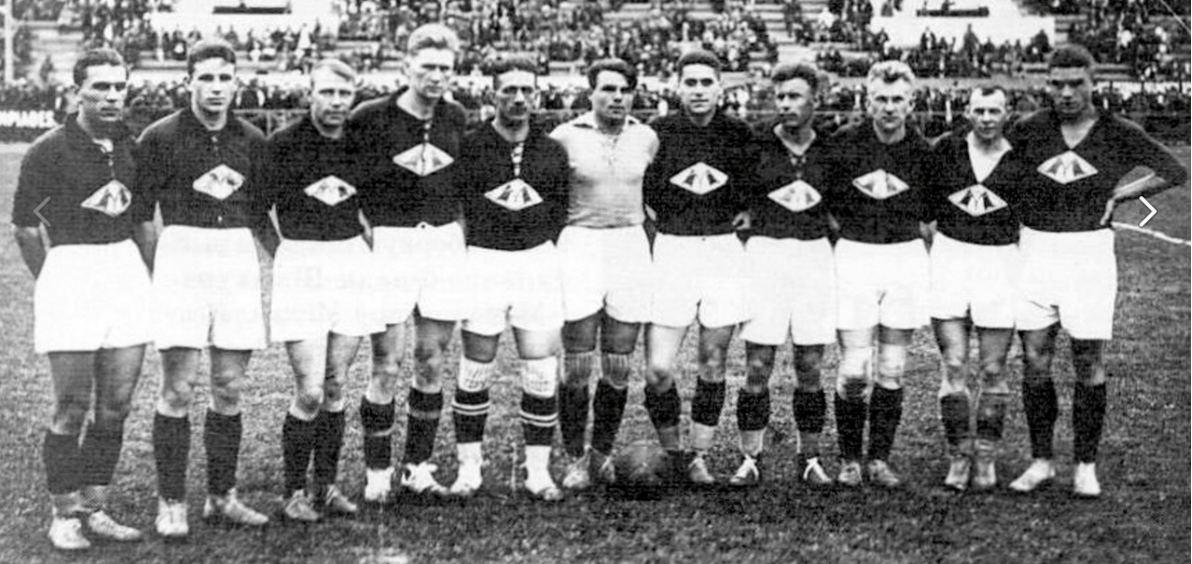
Москва в финале Всесоюзной Спартакиады 1928

Даже после расформирования «буржуазных» футбольной лиги и составлявших ее клубов (в конце 1922 — начале 1923 годов) сборной Москвы стало уделяться еще бо́льшее внимание: новое руководство страны видело в спорте инструмент пропаганды: стали проводиться многочисленные международные матчи с «рабочими» командами (как правило, действительно состоявшими из рабочих-любителей невысокого уровня), разгромные победы в которых широко рекламировались как успехи существующего политического режима в стране.
На внутренней арене москвичи сумели выиграть несколько первых официальных турниров (которые сборная Петрограда попросту игнорировала, резонно полагая, что ее победы в ежегодных матчах двух столиц делали ненужными какие-либо еще соревнования для определения лучшей команды страны). Первая же официальная встреча со сборной теперь уже Ленинграда в Чемпионате РСФСР 1924 года закончилась очередной победой северян, в результате не «пустивших» москвичей на чемпионат страны (который, однако, им и самим выиграть не удалось — сенсационную победу одержала сборная Харькова).
После этого наступил период некоторой стагнации (совпавший с периодом изменения официальной политики спортивного и политического руководства страны по отношению к футболу в сторону ухудшения — так называемых «гонений» на футбол, как на «непролетарский вид спорта») — в период до конца 1920-х годов, несмотря на определенные успехи в официальных турнирах, московский футбол отнюдь не был фаворитом и сборная Москвы, случалось, проигрывала с крупным счетом сборным таких городов, как Одесса, Николаев, Киев.

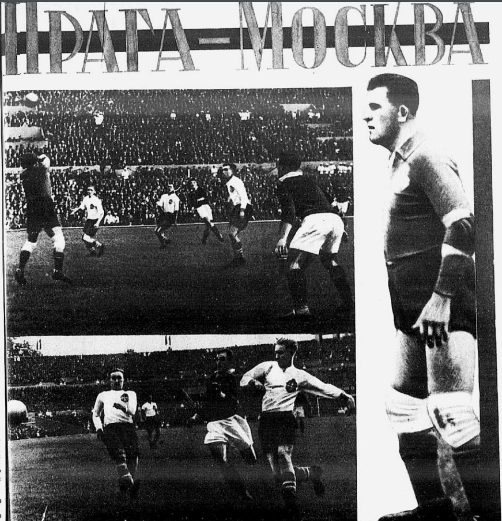
1935 Москва-Прага

Тем не менее, все возрастающий интерес в обществе к футболу привел в конце-концов к притоку средств, материальных и людских ресурсов в этот вид спорта — здесь Москва имела в те времена несравнимые возможности. Футбол стал быстро профессионализироваться (этому способствовала очередная спортивная реформа 1931 года, прикрепляющая клубы к предприятиям и ведомствам, мощным в финансовом отношении), и здесь москвичи преуспели быстрее всех: уже в 1932 году в финале Чемпионата СССР Москва предстала сборной с совсем другой идеологией, нежели соперник (это в первую очередь выражалось в самых характерных отличительных чертах регулярного (профессионального) тренировочного процесса: умением нагнетать и поддерживать темп игры и вести силовую борьбу) и сумела одержать убедительную победу (начиная с этого момента, сборная Ленинграда больше никогда не выигрывала у сборной Москвы в соревновательных матчах). В итоге последние годы, оставшиеся до старта в 1936 году клубных чемпионатов страны, сборная Москвы провела на практически недосягаемой для других сборных высоте: за этот период команда (первым составом) за полсотни матчей проиграла лишь дважды (оба раза сборной Харькова), что было воспринято, как сенсация. Первенства городов, практически бесперспективные с точки зрения спортивной борьбы, были отменены — в рамках одной команды было уже некорректно представлять все футбольные силы столицы, и в новообразованных клубных чемпионатах московские клубы получили самое широкое представительство (и в дальнейшем на протяжении четверти века — до начала 1960-х годов — чемпионом страны были исключительно московские клубы). Сборной Москвы было доверено встретиться впервые с профессиональной иностранной командой (победа в 1934 году в гостях со счетом 3:2 над одним из лидеров (на тот момент) чехословацкой лиги — командой «Жиденице» Брно, через полгода выбившей из Кубка Митропы «сам» венский «Рапид»), а в 1933 году москвичи разгромили 7:2 турок, обыгравших затем сборную СССР.
После перехода регулярных первенств страны на клубный уровень сборные городов стали выполнять лишь представительские функции, проводя время от времени показательные матчи, приуроченные к праздникам. Для проведения ответственных матчей сборная более не собиралась — в случае необходимости для участия в особо важных матчах или турнирах тот или иной клуб усиливался рядом сторонних игроков.
Вновь команда под названием «сборная Москвы» была сформирована для подготовки к Олимпиаде 1952 года. Она, как отдельная команда, участвовала в турнире Приз Всесоюзного комитета (фактически неофициальном первенстве страны), а также провела несколько международных матчей, в двух из которых противостояла знаменитой венгерской «Араньчапат». Победа сборной Москвы 27 мая 1952 года со счетом 2:1 «разбивает» легендарную венгерскую беспроигрышную серию в 4 года и 31 матч. Интересно, что этот матч является официальным для сборной Венгрии, не являясь таковым для отечественной сборной.
В 1956 году в рамках подготовки к Олимпиаде в Мельбурне сборная Москвы вновь была создана как базовая для главной команды страны (она, как и впоследствии сборная СССР на той Олимпиаде, состояла исключительно из игроков московских клубов). В качестве одного из этапов подготовки сборная выиграла проводимую в этом сезоне Спартакиаду народов СССР, получив определенный соревновательный опыт.
В 1979 году сборная столицы выиграла и другой подобный турнир с участием сильнейших футболистов.
Последний матч сборная Москвы сыграла 5 сентября 1997 года в Санкт-Петербурге в выставочном матче в честь столетия отечественного футбола со сборной хозяев (0:2).

## Сезоны
| Сезон | Матчи            | Матчи                                     | Матчи                     | Матчи          | Матчи                                 | Матчи            | Неофициальные  | Неофициальные |
| Сезон | Всего            | Официальные турниры                       | Неофициальные турниры     | Между народные | Сборные городов (республик, регионов) | Санкт- Петербург | Между народные | Прочие        |
| ----- | ---------------- | ----------------------------------------- | ------------------------- | -------------- | ------------------------------------- | ---------------- | -------------- | ------------- |
| 1907  | 2 +0=0-2 4:7     |                                           |                           |                | 2 +0=0-2 4:7                          | 0:2 4:5          |                |               |
| 1908  | 2 +0=1-1 2:6     |                                           |                           |                | 2 +0=1-1 2:6                          | 2:2 0:4          |                |               |
| 1909  |                  |                                           |                           |                |                                       |                  |                | 3             |
| 1910  | 3 +2=0-1 4:2     |                                           |                           | 1 +1=0-0 1:0   | 2 +1=0-1 3:2                          | 0:2 3:0          |                |               |
| 1911  | 3 +0=0-3 5:16    |                                           |                           | 3 +0=0-3 5:16  |                                       |                  |                | 7             |
| 1912  | 10 +1=3-6 15:43  | Чемпионат России                          |                           | 6 +0=1-5 4:34  | 4 +1=2-1 11:9                         | 2:2 1:4          | 1              | 1             |
| 1913  | 4 +2=0-2 14:7    | Чемпионат России ½                        |                           | 2 +1=0-1 4:4   | 2 +1=0-1 10:3                         | 0:3              | 1              | 13            |
| 1914  | 12 +4=2-6 24:34  |                                           | Балтийские игры           | 8 +0=2-6 6:30  | 4 +4=0-0 18:4                         |                  | 1              | 7             |
| 1914  | 12 +4=2-6 24:34  | Вторая Всероссийская спортивная олимпиада |                           | 8 +0=2-6 6:30  | 4 +4=0-0 18:4                         |                  | 1              | 7             |
| 1915  | 1 +0=0-1 1:2     |                                           |                           |                | 1 +0=0-1 1:2                          | 1:2              |                | 6             |
| 1916  | 1 +0=1-0 2:2     |                                           |                           |                | 1 +0=1-0 2:2                          | 2:2              |                | 1             |
| 1917  | 1 +0=1-0 1:1     |                                           |                           |                | 1 +0=1-0 1:1                          | 1:1              |                | 4             |
| 1918  | 1 +1=0-0 9:1     |                                           |                           |                | 1 +1=0-0 9:1                          | 9:1              |                | 2             |
| 1919  | 1 +0=0-1 0:2     |                                           |                           |                | 1 +0=0-1 0:2                          | 0:2              |                |               |
| 1920  | 4 +3=0-1 24:4    | Чемпионат РСФСР                           |                           |                | 4 +3=0-1 24:4                         | 2:3              | 1              |               |
| 1921  | 1 +0=0-1 0:3     |                                           |                           |                | 1 +0=0-1 0:3                          | 0:3              |                | 1             |
| 1922  | 4 +3=0-1 44:4    | Чемпионат РСФСР                           |                           |                | 4 +3=0-1 44:4                         | 3:4              | 1              | 1             |
| 1923  | 8 +8=0-0 41:1    | Чемпионат СССР                            |                           |                | 8 +8=0-0 41:1                         | 1:0              |                | 5             |
| 1924  | 11 +8=1-2 48:13  | Чемпионат РСФСР                           |                           | 1 +1=0-0 2:0   | 10 +7=1-2 46:13                       | 4:4 0:1 2:1      | 5              | 6             |
| 1925  | 6 +1=2-3 8:15    |                                           |                           |                | 8 +1=2-3 8:15                         | 2:2 3:1 0:4      |                | 21            |
| 1926  | 8 +4=0-4 16:15   |                                           |                           |                | 8 +4=0-4 16:15                        | 2:5 5:3 0:1      | 5              | 13            |
| 1927  | 8 +7=0-1 46:12   | Чемпионат РСФСР                           |                           |                | 8 +7=0-1 46:12                        | 5:2 1:2 3:1      | 2              | 18            |
| 1928  | 11 +8=2-1 50:15  | Всесоюзная Спартакиада                    |                           | 1 +1=0-0 4:0   | 10 +7=2-1 46:15                       | 0:2 5:3          | 10             | 12            |
| 1929  | 7 +3=0-4 18:18   |                                           |                           |                | 7 +3=0-4 18:18                        | 4:1 1:3          | 8              | 19            |
| 1930  | 6 +1=3-2 8:10    |                                           |                           |                | 6 +1=3-2 8:10                         | 3:3 1:1 1:0      | 3              | 24            |
| 1931  | 9 +5=3-1 39:18   | Чемпионат РСФСР                           | Матч трёх городов         | 1 +0=1-0 4:3   | 8 +8=2-2 35:15                        | 4:3 6:2 1:3 4:3  | 1              | 22            |
| 1932  | 15 +10=2-3 68:20 | Чемпионат РСФСР                           | Матч трёх городов         |                | 15 +10=2-3 68:20                      | 2:2 2:3 5:1      | 2              | 20            |
| 1932  | 15 +10=2-3 68:20 | Чемпионат СССР                            | Матч трёх городов         |                | 15 +10=2-3 68:20                      | 2:2 2:3 5:1      | 2              | 20            |
| 1933  | 9 +6=2-1 37:19   |                                           | Матч трёх городов         | 1 +1=0-0 7:2   | 7 +5=2-1 30:17                        | 3:3 4:2          | 1              | 7             |
| 1934  | 5 +5=0-0 16:5    |                                           | Матч трёх городов         | 3 +3=0-0 9:2   | 2 +2=0-0 7:3                          | 2:1              | 10             | 10            |
| 1934  | 5 +5=0-0 16:5    | Рабочее первенство мира                   |                           | 3 +3=0-0 9:2   | 2 +2=0-0 7:3                          | 2:1              | 10             | 10            |
| 1935  | 11 +8=2-1 47:17  | Чемпионат СССР                            | Матч четырех городов /    | 2 +1=1-0 5:4   | 9 +7=1-1 42:13                        | 2:1 2:2          | 1              |               |
| 1936  | 4 +3=0-1 9:2     |                                           | Матч восьми городов /     | 1 +0=0-1 1:2   | 3 +3=0-0 8:0                          |                  |                |               |
|       |                  |                                           |                           |                |                                       |                  |                |               |
| 1937  | 2 +1=1-0 7:3     |                                           |                           |                | 2 +1=1-0 7:3                          | 5:1 2:2          |                | 3             |
| 1938  | 3 +3=0-0 10:3    |                                           |                           |                | 3 +3=0-0 10:3                         |                  |                | 17            |
| 1939  | 3 +2=0-1 6:2     |                                           |                           |                | 3 +2=0-1 6:2                          | 2:0 0:2          |                | 3             |
| 1940  | 2 +1=1-0 3:2     |                                           |                           |                | 2 +1=1-0 3:2                          | 1:1              |                | 3             |
| 1952  | 4 +2=1-1 5:4     |                                           | Приз Всесоюзного комитета | 4 +2=1-1 5:4   |                                       |                  |                | 14            |
| 1954  | 4 +1=1-2 4:5     |                                           |                           | 4 +1=1-2 4:5   |                                       |                  |                |               |
| 1955  | 3 +3=0-0 6:1     |                                           |                           | 3 +3=0-0 6:1   |                                       |                  |                |               |
| 1956  | 5 +5=0-0 18:6    | Спартакиада народов СССР                  |                           | 1 +1=0-0 6:2   | 4 +4=0-0 12:4                         | 3:2              |                |               |
| 1958  | 3 +3=0-0 11:0    |                                           |                           | 3 +3=0-0 11:0  |                                       |                  |                |               |
| 1963  | 2 +2=0-0 17:0    |                                           |                           | 2 +2=0-0 17:0  |                                       |                  |                | 1             |
| 1964  | 1 +1=0-0 5:2     |                                           |                           |                | 1 +1=0-0 5:2                          | 5:2              |                |               |
| 1976  | 2 +1=1-0 3:1     |                                           |                           | 2 +1=1-0 3:1   |                                       |                  |                |               |
| 1979  | 11 +10=1-0 27:5  | Спартакиада народов СССР                  |                           | 4 +4=0-0 11:2  | 7 +6=1-0 16:3                         |                  |                |               |
| 1985  | 1 +1=0-0 1:0     |                                           |                           |                | 1 +1=0-0 1:0                          | 1:0              |                |               |
| 1997  | 1 +0=0-1 0:2     |                                           |                           |                | 1 +0=0-1 0:2                          | 0:2              |                |               |

## Тренеры
- 1913—1914  Артур Гаскелл
- 1928 Михаил Ромм
- 1929, 1934—1935 Михаил Козлов
- 1936 Константин Квашнин
- 1938 Пётр Попов (главный тренер)
- 1952 Борис Аркадьев
- 1954 Василий Соколов
- 1955—1958 Гавриил Качалин (старший тренер), Николай Гуляев (тренер)
- 1976 Александр Севидов
- 1963, 1979 Константин Бесков (старший тренер), Николай Старостин (тренер)